# Johnson's Woods
Johnson's Woods (también conocida como Casa de George W. Carroll) es una histórica casa de plantación ubicada en Tuscumbia, Alabama, Estados Unidos. La casa fue incluida en el Registro Nacional de Lugares Históricos en 1988.

## Historia
La casa fue construida en 1837 en un terreno comprado por George W. Carroll en 1828. El colono originario de Maryland, se convirtió en el plantador más rico del condado en 1850. Entre 1855 y 1860, se mudó a Arkansas, vendiendo su plantación a William Mhoon. Tras la muerte de Mhoon en 1869, la plantación pasó a William A. Johnson, un ex operador de un barco de vapor del río Tennessee y soldado del Ejército Confederado. Además de la agricultura, Johnson también revivió su negocio de barcos de vapor, comercializó algodón en Memphis y abrió un negocio mercantil en Tuscumbia. Después de su muerte en 1891 y la de su esposa en 1905, la tierra pasó a su hijo, John W. Johnson.

## Descripción
La casa de estilo neoclásico tiene forma de L y tiene una fachada frontal de cinco bahías. El pórtico de entrada de doble altura está sostenido por cuatro columnas estrechas, con pilastras del pórtico original de dos niveles que se eliminó en 1983. El pórtico está flanqueado por dos ventanas de guillotina a cada lado, dos sobre dos en el primer piso y doce sobre ocho en el segundo. La puerta de doble hoja está rodeada por luces laterales y un travesaño con cristales en forma de diamante. El vestíbulo de entrada contiene una escalera y está flanqueado por una sala de estar por un lado y un comedor por el otro. Un pasillo de entrada lateral detrás del comedor conduce a la cocina. Se agregó un salón detrás de la sala de estar alrededor de 1889, y se agregó un hastial detrás de la cocina alrededor de 1904. Las dependencias y estructuras que contribuyen incluyen un ahumadero, una oficina de la plantación, un cobertizo de algodón, un granero, una cuna de maíz, una cochera, una comisaría, un refugio para animales y el carril de entrada revestido de cedro.